# 普卢拉克
普卢拉克（法語：Plourac'h）是法国阿摩尔滨海省的一个市镇，位于该省西部，属于甘冈区（Arrondissement de Guingamp），同时也是甘冈城市圈的一部分。该市镇总面积32.15平方公里，2009年时的人口为349人。

## 人口
普卢拉克人口变化图示